# Lago Mahinapua
El lago Mahinapua es un lago poco profundo en la costa oeste de la isla Sur de Nueva Zelanda. Está a unos 10 kilómetros al sur de Hokitika y cerca de la pequeña ciudad de Ruatapu. Antiguamente era una laguna costera, pero la acumulación de dunas costeras lo convirtió en un lago interior a unos 500 metros de la costa del mar de Tasmania.
En 1907, se estableció la Reserva Escénica del Lago Mahinapua para proteger la tierra alrededor del lago, y una serie de cortos senderos recorren esta área.  En 2012, se inauguró el West Coast Treetop Walk, que también ofrece vistas al lago. Otras actividades que se realizan alrededor del lago son actividades de pícnic, campamentos y diversas actividades acuáticas. Las especies de aves como los cisnes negros, los patos grises y los patos silvestres viven alrededor de la laguna, mientras que el monte circundante proporciona un hábitat para especies como periquitos y tuis.
La carretera estatal 6 pasa entre el lago y el mar en su ruta entre Hokitika y Ross. El ferrocarril de Ross Branch también pasaba hace años cerca del lago; se abrió hasta Ruatapu el 9 de noviembre de 1906, se extendió a Ross el 1 de abril de 1909 y se cerró el 24 de noviembre de 1980.